# Otazu
Otazu és un poble (concejo) de la Zona Rural Est de Vitòria, al territori històric d'Àlaba.

## Geografia
Situat a l'est del municipi, a 4 kilòmetres del centre de Vitòria, a 545 msnm en els últims contraforts de les Muntanyes de Vitòria.

## Demografia
La seva població ha estat sempre escassa. En 2008 tenia 67 habitants censats.

## Història
Els primers esments escrits sobre Otazu daten de la Reixa de San Millán al segle xi. En aquest document se li esmenta com una de les poblacions de l'alfoz d'Arratzu. En 1332 Otazu va quedar adscrita a la vila de Vitòria per donació del rei Alfons XI, a la qual ha pertangut des de llavors.
Del patrimoni d'Otazu destaca la Parròquia de San Martín, la portada del qual és del segle xiii d'estil romànic. Dos Andra Maris d'aquesta església van ser portats a Vitòria i es veneren actualment en esglésies de la capital.
En terreny d'Otazu es va construir en 1973 un nou cementiri per donar servei a la ciutat de Vitòria. Aquest cementiri conegut com a Cementiri d'El Salvador és actualment un dels dos cementiris principals de la ciutat.
La meitat de la població d'Otazu es dedica a activitats agrícoles.